# Ilha do Bom Jesus dos Passos
A Ilha do Bom Jesus dos Passos é uma ilha situada na Bahia, mais especificamente na Baía de Todos-os-Santos entre as ilhas de Madre de Deus e dos Frades. Parte do município de Salvador, a ilha é destacada por sua forte religiosidade e por seus costumes variados. Tornou-se oficialmente um bairro da cidade de Salvador em 2017.
Sendo uma das menores entre as ilhas da baía, a sua população, originalmente formada por descendentes de portugueses, hoje vive da pequena agricultura familiar, da pesca (peixes e mariscos) e muitos, devido à proximidade, vão trabalhar nas cidades de Madre de Deus e de Candeias.
Em meio a manguezais e floresta densa, a ilha de Bom Jesus desenha um belo cenário tendo, ao fundo, a Igreja de Bom Jesus dos Passos. O mar, de um vasto azul e águas calmas, é ideal para pesca e para a prática de esportes náuticos. Pontinha e Ponta do Padre são as praias mais procuradas para banho. A ilha também dispõe de uma ampla área para camping.

## História
Ilha de Bom Jesus dos Passos (antes chamada Pataíba Assú ou madeira da palmeira pati) é uma das citadas por Gabriel Soares e pertenceu em 1613 a Antônio Costa. Era habitada por índios tupinambás e recebeu seu nome atual em 1776, quando o Dr. André de Carvalho construiu a igreja. Esta foi alvo de ataques de holandeses em 1624, tendo muitos destes lá se estabelecido. Hoje a ilha tem cerca de 5 mil habitantes, está localizada a cerca de 62 km de Salvador.